# Buchholz (Goldberg)

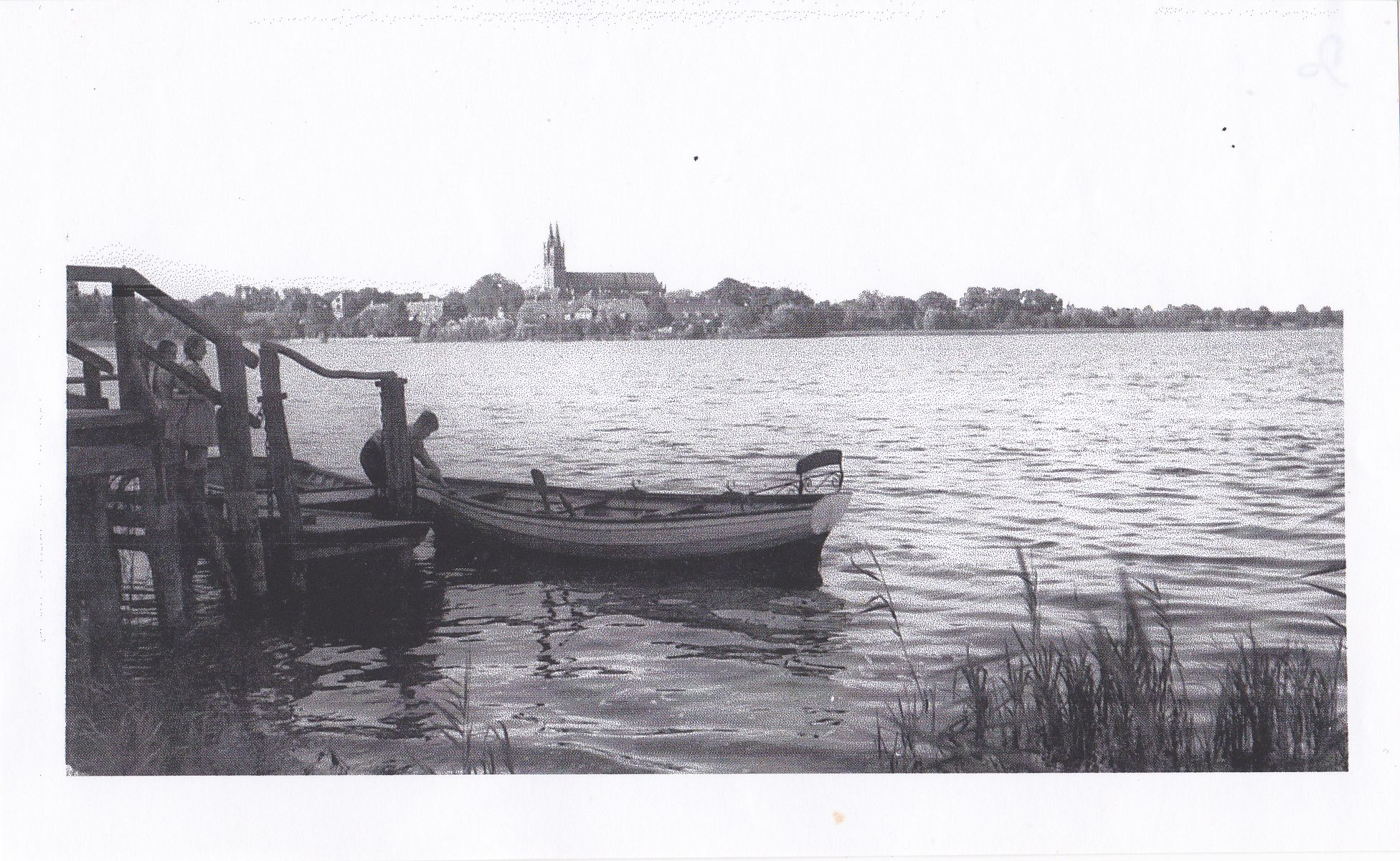
Blick vom Buchholz zum Kloster Dobbertin (1900)

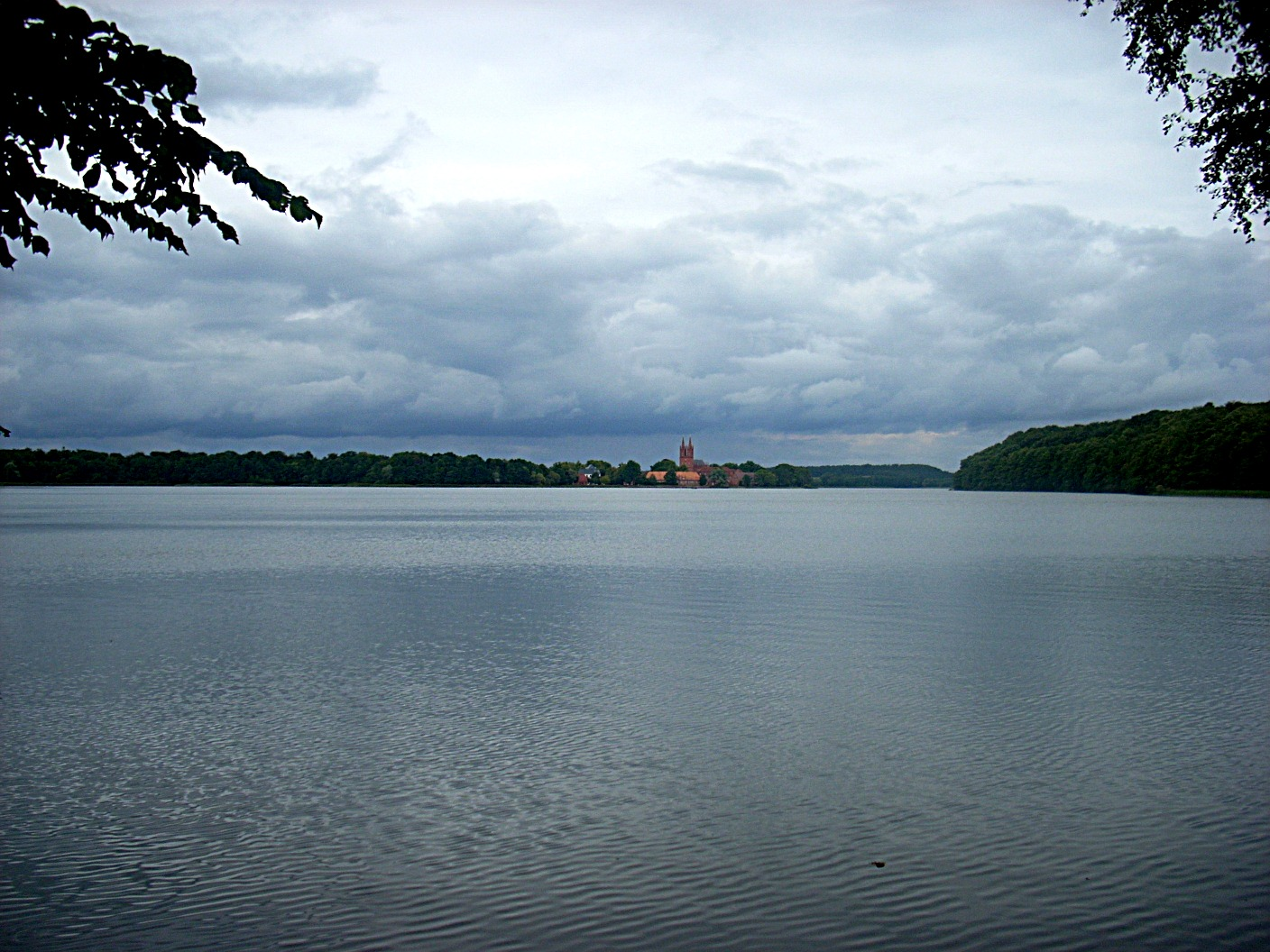
Dobbertiner See mit Kloster, rechts der Buchholz (2008)

Buchholz gehört zur Stadt Goldberg im Landkreis Ludwigslust-Parchim in Mecklenburg-Vorpommern.

## Geografie

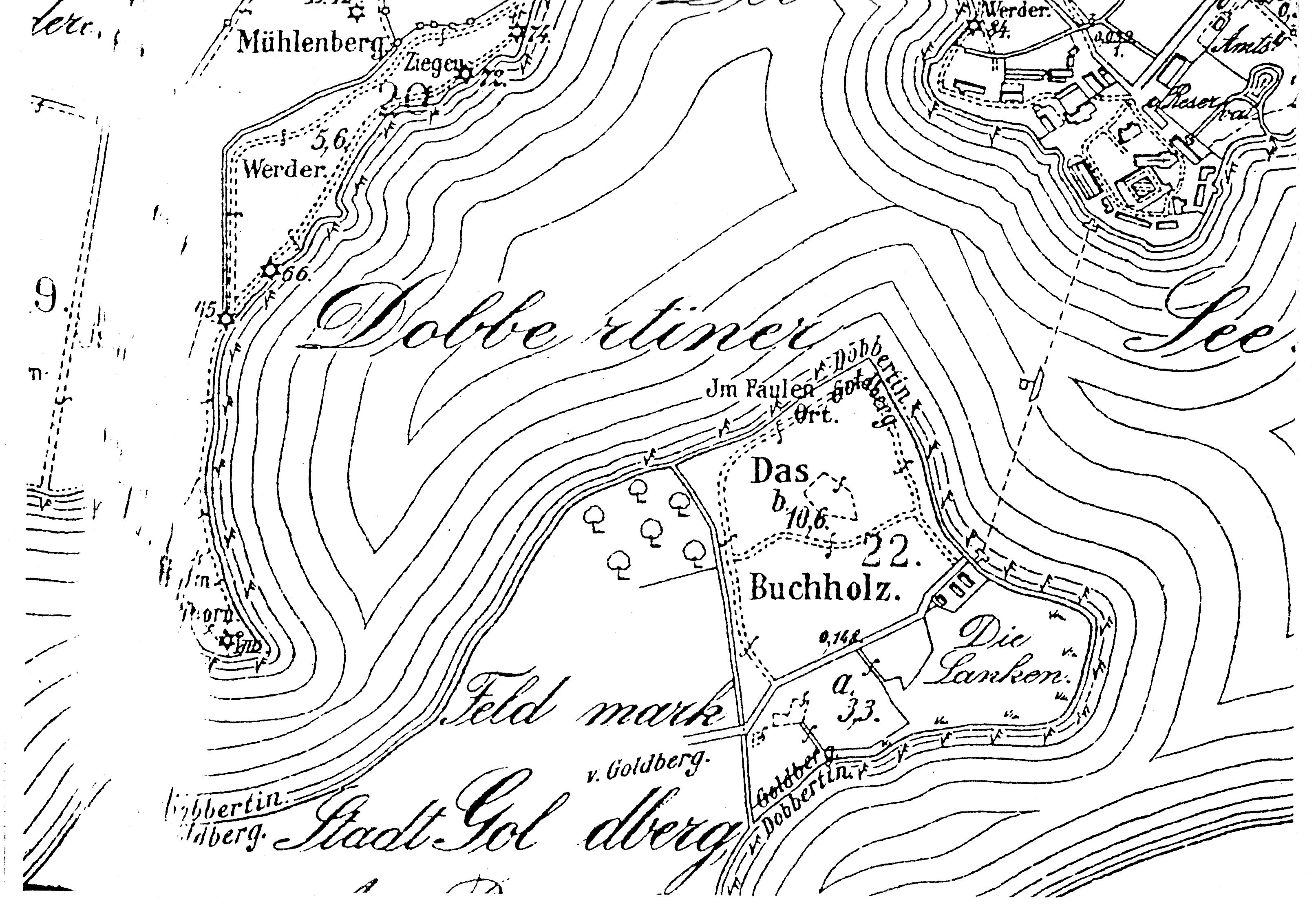
Das Buchholz (1928)

Als Das Buchholz wird die Halbinsel auf der südwestlichen Seite des Dobbertiner Sees genannt, der vorwiegend aus Buchenwald besteht. Die Nordseite zum Dobbertiner See wird Im Faulen Orth bezeichnet. In Verbindung mit der Sage Der Jungfernreigen im Buchholz wäre das möglicherweise der Ort zum Entspannen gewesen. Der südöstliche Teil zwischen Buchholz und der Goldberger Feldmark Die Lanken als Aue genannt.
Das Seeufer des Dobbertiner Sees bildet die Grenze zwischen Dobbertin und der Feldmark der Stadt Goldberg. Das Buchholz selbst ist die westliche Grenze vom Naturpark Nossentiner/Schwinzer Heide.

## Geschichte
Schon 1330 gab es Streitigkeiten zwischen dem Kloster Dobbertin und der Stadt Goldberg über Hölzungen (Holznutzung) und das sogenannte Jawir-Gewässer, dem heutigen Dobbertiner See und deren Grenzen. Johann III., Fürst zu Werle-Goldberg, genannt van Ruoden, schlichtete am 24. Juni 1330 in Goldberg den Streit im Beisein des Dobbertiner Propst Erdwan mit der Priorin Gertrud vom Klosterkonvent und den Ratsherren der Stadt Goldberg mit seinem Pfarrer Ludolf. Pfarrer Ludolf, auch Ludolfus genannt, kam aus Lübeck. Sein Vater war dort Ratsherr Ludolph von Dale. Damit nicht das, was vor uns verhandelt wird, aus der Erinnerung verschwinde, pflegen wir es schriftlich zu bekräftigen. Man wolle in Zukunft gemeinsam und friedlich den genannten Jawir-See zum Fischfang nutzen und sich nicht ungerechtfertigt in den Holzeinschlag einmischen. Als Zeugen waren auch die Ratsherren aus den Städten Parchim und Plau anwesend.
Erst 1772 ist wieder vom Buchholz zu hören, als die Viertelmänner Matz, Ramlow, Burmeister und Wandschneider die Goldberger Bürger Lehsten und Schwabe anzeigten. Diese ließen fünf Pferde im geschützten Buchholz weiden. Die Pferde wurden gepfändet und die Goldberger erhielten acht und sechs Tage Gefängnis. Als 1781 der Goldberger Schlack seine Pferde im gehegten Buchholz weiden ließ, bekam er vom Goldberger Magistrat eine Schadensersatzforderung. 1832 hörte man von Pfändungen durch den städtischen Holzwärter Kruse. In den kalten Jahreszeiten kam es öfters zu Holzfrevel und Beschädigungen von Bäumen im Buchholz, wie in verschiedenen Verhandlungsprotokollen vermerkt wurde. 1838 wurden die Buchen des 7077 Ruthen großen Buchholzes auf 70 Jahre geschätzt und seien von vortrefflichem Bestand. Die Goldberger Schießgesellschaft verlegte 1843 ihren Schießplatz vom Buchholz zum Garten am neuen Schießhaus in Goldberg.
Von 1831 bis 1853 gab es in Goldberg eine landesherrlich bestätigte Sparkasse. Diese war nach Veruntreuung durch den Sparkassenberechner Boesefleisch 1853 in Konkurs geraten. Der unheilbar erkrankte Boesefleisch kam ins Zuchthaus nach Bützow, doch die Schulden blieben bei der Stadt Goldberg. Angesichts der hohen Schuldenlast ließ die Stadt 1853 und 1854 im Buchholz Eichen und Buchen fällen und verkaufen, wie Protokolle von den durchgeführten Holzauktionen belegen.
Im Kloster Dobbertin sah man das etwas anders, denn der Umgebung seines Klosters drohe nun von der Stadt Goldberg aus Gefahr, da diese die schöne Aussicht vom Kloster aus auf die waldigen Ufer des Dobbertiner Sees nicht mehr gewähren. Auch der Großherzog Friedrich Franz II., der am 13. August 1853 mit seiner Gemahlin Auguste das Kloster besuchte, sprach sich für den Verbleib des Buchenwaldes am anderen Seeufer aus. Im späteren Landtagsprotokoll ist dazu unter Kloster Dobbertin Nr. 24 zu lesen: …auch die Königs-Hoheit der Großherzog hat bei Allerhöchst seiner Anwesenheit in Dobbertin sich in ähnlicher Weise ausgesprochen.
Der Dobbertiner Klosterhauptmann Carl Peter Johann von Le Fort auf Boek beschwerte sich mit den Local-Committen auf dem Landtag am 16. November 1853 in Sternberg über den betriebenen Unfug des Magistrats zu Goldberg. Die Herren Klostervorsteher wurden ermächtigt, das wirtschaftlich und finanziell gut ausgestattete Klosteramt Dobbertin solle einfach Das Buchholz vom Magistrat der Stadt Goldberg abkaufen. Nach langwierigen Verhandlungen und Ablehnung aller unstatthaften Forderungen kaufte dann am 26. April 1855 das Klosteramt Dobbertin vom Magistrat der Stadt Goldberg das vierzehn Hektar große Revier Buchholz zur Zierde des Klosters. Nach dem Erbpachtvertrag zahlte das Klosteramt Dobbertin jährlich 90 Taler an den Magistrat Goldberg.
Unter dem neuen Klosterhauptmann Otto Julius von Maltzan, Freiherr von Wartenberg und Penzlin wurde auf dem Buchholz eine Wohnung mit Stall für den bisherigen Chausseeeinehmers Müller als Holzwärter errichtet. Man wollte auch das Buchholz den im Kloster lebenden Damen als Ausflugsziel zugänglich machen. Sogar die landesherrliche Jagd auf dem nun ehemaligen Goldberger Buchholz hatte der Großherzog auf das Kloster übertragen lassen.
1901 erfolgte durch den Dobbertiner Pastor Karl Weinreben die Umpfarrung des Holzvogtgehöfts auf den Buchen in die Parochie Dobbertin.

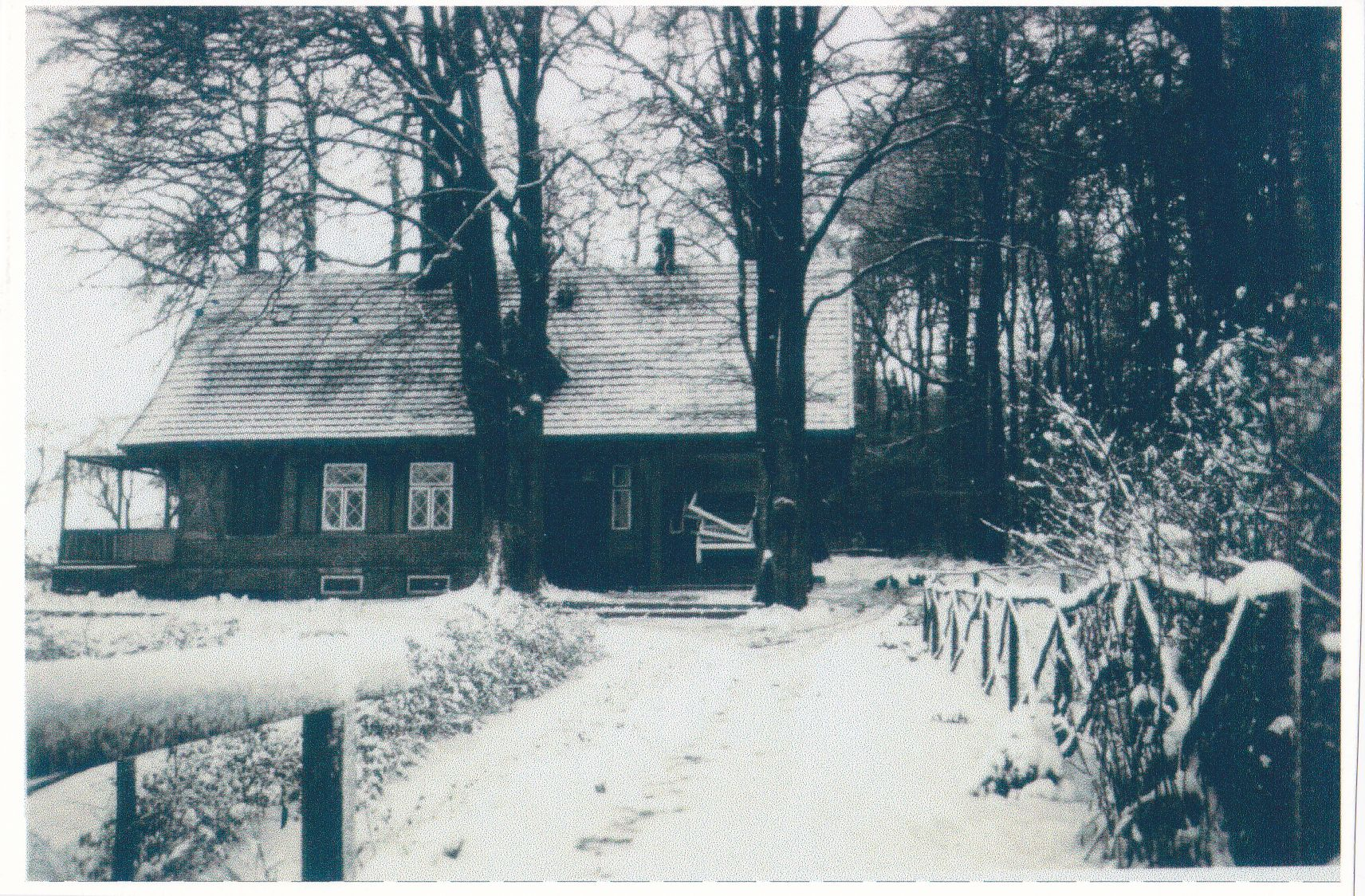
Parkwärterhaus (1930)

Nach Auflösung des Landesklosters Dobbertin 1919 wurde das Buchholz mit 10 614 ha Buchen und 3 297 ha Fichten dem Ministerium für Landwirtschaft, Domänen und Forsten in Schwerin unterstellt. Der Holzvogt wurde im Dobbertiner Forstamt nun wieder Parkwärter und die sehr verfallende Parkumzäunung um das Buchholz ließ man 1924 entfernen. Da in den Sommermonaten das Buchholz nun auch ein von Ausflüglern und Goldberger Spaziergängern häufig besuchter Platz wurde, stellte das Dobbertiner Forstamt am 17. November 1928 an das Schweriner Ministerium einen Antrag zum Verkauf von Spirituosen und Tabakwaren durch den Parkwärter. Man wollte dem Parkwärter einen kleinen Nebenverdienst verschaffen, aber ihn auch vor strafbaren Handlungen schützen. Denn auch der Staatlichen Gutsverwaltung Dobbertin war bekannt geworden, dass sowohl von Klosterbesuchern wie Ausflüglern und bei Entenjagden auf dem Dobbertiner See von Jagdgästen gern und oft alkoholische Erfrischungsgetränke gewünscht wurden. Das Schweriner Ministerium stimmte am 11. März 1929 dem Antrag unter folgenden Bedingungen zu. Die den Klosterdamen zur Verfügung stehende sogenannte große Stube darf kein Schankraum für Fremde werden und es darf zu keiner Ruhestörung und Belästigung der Klosterdamen kommen. Dann wird dem Holzvogt nicht nur die Schankerlaubnis entzogen. Im Anstellungsvertrag mit dem Holzvogt wurde dazu vereinbart: Das Haus des Holzvogt soll kein öffentliches Wirts- oder Schenkhaus sein. Bei Verstößen wird eine vom Klosteramt zu bestimmende Geldstrafe erhoben und im Wiederholungsfalle kommt es zum Verlust seiner Stelle, weiter ist zu lesen anderen als den genannten Bewohnern des Klosters soll es zwar nicht verwehrt werden, auch im Buchholze zu lustwandeln, jedoch hat der Holzvogt darauf zu achten, daß sie ohne Lärm und schicklich betragen, nichts beschädigen und den berechtigten Besuchern nicht lästig fallen. Falls sie sich nicht in den Grenzen des Erlaubten halten, sind sie aus dem Holze fortzuweisen und je nach Umständen beim Klosteramt anzuzeigen.
Nach dem Feldregister von 1931 hatte das Buchholz 14,6 Hektar Hölzung, 1,8 Hektar Acker, 1,5 Hektar Koppel und 0,2 Hektar Haus- und Hofplatz des Parkwärters. Das Land Mecklenburg als Nutzungseigentümer verkaufte am 27. März 1941 das Buchholz an die Stadt Goldberg. Den Kaufvertrag haben der Regierungsassessor Möller und der Dobbertiner Forstmeister Karl Beese für das Land Mecklenburg sowie der Goldberger Bürgermeister Selle und der Parchimer Landrat Friedrich Roschlaub unterschrieben. Die Stadt Goldberg hatte aber weiterhin für die Überfahrt der Klosterdamen, für die Zurverfügungstellung der großen beizten Stube im Waldwärterhaus und die Verabfolgung von Kaffee zu billigen Preisen zu sorgen.
1946 wurde das Parkwärtergehöft durch die kinderreiche Familie Bosch mit zehn Kindern bewohnt. Nach der Bodenreform bewirtschaftete 1948 kurzzeitig der Neubauer Scheel den Acker auf dem Buchholz.
2014 übernahm das Forstamt Sandhof die fachgerechte Bewirtschaftung des 1300 Hektar großen Waldstücks Das Buchholz für die Stadt Goldberg. Im November 2016 wurden mehrere untere Naturschutz stehende Buchen gefällt.

### Holzvogt
Zum Forstschutz dieser Parcelle am Jager-See wurde durch das Klosteramt ab 1856 ein Holzvogt, zeitweise auch Parkwärter genannt, eingesetzt.
- 1855–1869 Chausseeeinenhmer Müller. Die Witwe des verstorbenen Holzwärters Müller wurde durch das Klosteramt mit ihrer Tochter und deren unehelichen Kinde in Dobbertin untergebracht und mit einer jährlichen Unterstützung versorgt.[21]
- 1869–1883 Amtskutscher F. Krüger. In dem durch die Klosterprovisoren Landrat Josias von Plüskow auf Kowalz und Obrist-Leutnant Heinrich von Bülow auf Camin am 1. Juli 1869 bestätigten Anstellungs-Contrakt mit F. Krüger wurden in zehn Paragraphen seine Aufgaben genau geregelt.[16] Neben der ordnungsgemäßen Nutzung der dortigen Wohnung und Stallung waren erstmals 100 Quadratmeter Gartenland und 800 Quadratmeter Ackerland zur eigenen Bestellung vorhanden, dazu Wiesenwachs zur eigenen Heuwerbung für die Haltung einer eigenen Kuh. Benötigtes Brennmaterial zum eigenen Bedarf lieferte nach Genehmigung des Forstinspektors das Klosterforstamt. Korndeputat kam vom Amtskorndboden der Klosterbäckerei, die Nutzung eines Bootes stand ihm frei und er wohnte ohne Pacht und Miete. Krüger wurde vereidigt, das Buchholz vor jeden Holz- und Jagdfrevel zu schützen und diesen dem Forstinspektor zu melden. Auch durfte er ohne Genehmigung des Forstinspektors das Buchholz über einen halben Tag nicht verlassen. Nachts waren die Tore des eingezäunten Buchholz verschlossen zu halten sowie die Ausübung der Strandfischerei und die Schilfwerbung war zu verhindern. Fußwege und Pflanzungen waren ständig zu reinigen und zu pflegen. Ferner war eine Baumschule und Obstbaumpflanzung anzulegen, für deren Schutz zu sorgen, ohne Anspruch auf die Früchte zu haben. Neben der ständigen Betreuung der Klosterdamen hatte der Holzvogt mit seinem Boot auch den Forstinspektor vom Kloster abzuholen und wieder zurück zu rudern. Zum Zeichen der Abholung wurde am Steg eine Fahne aufgezogen.
- 1884–1905 Carl Krüger, Sohn des vormaligen Holzvogt war vorher Forstarbeiter und Amtskutscher.[16][22] In der Goldberger Zeitung war zu lesen: Mit militärischen Ehren wurde heute am 26. August 1905 unser alter biederer Fährmann, der Holzvogt C. Krüger aus dem Buchholz hier bestattet. Der Goldberger Kriegerverein begleitete die Leiche schon von Goldberg aus und die Schützenabteilung gab hier die drei Salven über das Grab. Krüger war Veteran aus den Feldzügen 1866 und 1870/71. Seinen besonders im Winter recht einsamen Warteposten im schönen Buchholz versah er 22 Jahre mit seltener Pflichttreue. Die große Beteiligung aus dem Kloster und dem Ort Dobbertin bei der Beerdigung war ein Beweis von der allgemeinen Beachtung, welcher sich der Verstorbene erfreute.
- 1906–1912 Amtskutscher Wilhelm Liebke zu Dobbertin, hat am 23. 2 1906 die frei gewordenen Stelle als Holzvogt und Fährmann angenommen und diese zu Ostern 1906 in den Dobbertiner Buchen angetreten. Dieselbe hat er über fünf Jahre bis zu seiner Dienstunfähigkeit bekleidet. Er sei außerstande gewesen, seine Tätigkeit als Fährmann nachdem jenseits des Dobbertiner Sees gelegenen Buchholz auch nach längerer Schonung wieder aufzunehmen. Die Herren Klostervorsteher schlagen auf dem Landtag am 12. November 1912 in Malchin vor, ihm eine Pension in Höhe von 300 Mark neben einer Invalidenrente von 196,80 Mark zu gewähren, und haben ihm solche bereits von Ostern 1912 an gezahlt.[23]
- 1912–1928 Der Tagelöhner Wilhelm Bütow begann ab 1. April 1912 beim Klosteramt als Holzvogt im Buchholz. Nach Auflösung des Klosteramtes 1919 war Bütow nun als Staatsangestellter bei der Staatlichen Klosterverwaltung Dobbertin der neue Parkwärter im Buchholz. Mit seiner Pensionierung ab 1. Februar 1924 pachtete Bütow das gesamte Anwesen, in dem er seit zwölf Jahren wohnte. Neben der Wohnung mit Pflege der Hölzungen, der Fußwege und Zierpflanzen hatte das Pachtobjekt 216 m² Garten mit Obstbäumen und 1734 m² Acker und Wiesen. Zusätzlich übernahm Bütow für 150 Mark jährlich bar vom Mecklenburg Schwerinschen Forstamt Dobbertin den Forst- und Jagdschutz in den Buchen. In dem am 19. März 1924 in Dobbertin mit Rittmeister a. D. Troll von der Oberleitung der Staatlichen Klosterverwaltung, mit dem Forstinspektor von Maltzan vom Mecklenburgisch Schwerinschen Forstamt Dobbertin und Herrn Baurat Wehmeyer von der Klosterbauverwaltung Dobbertin abgeschlossenen Vertrag ist auch zu lesen: …außerdem übernimmt Bütow ohne besondere Entschädigung das Übersetzen etwaiger Forstbeamter und Forstarbeiter für ihre Zwecke in den Buchen über den See, während die Damen des Konventes des Klosters Dobbertin, denen Bütow nach wie vor unentgeltlich das sogenannte große Zimmer in seinem Hause eventuell geheizt zur Verfügung halten und Kaffee gegen billigmäßige Bezahlung verabfolgen muß, ihn für jede Fahrt über den See fünfzig Pfennige bezahlen müssen. Die Kähne blieben Eigentum des Staates.[16]

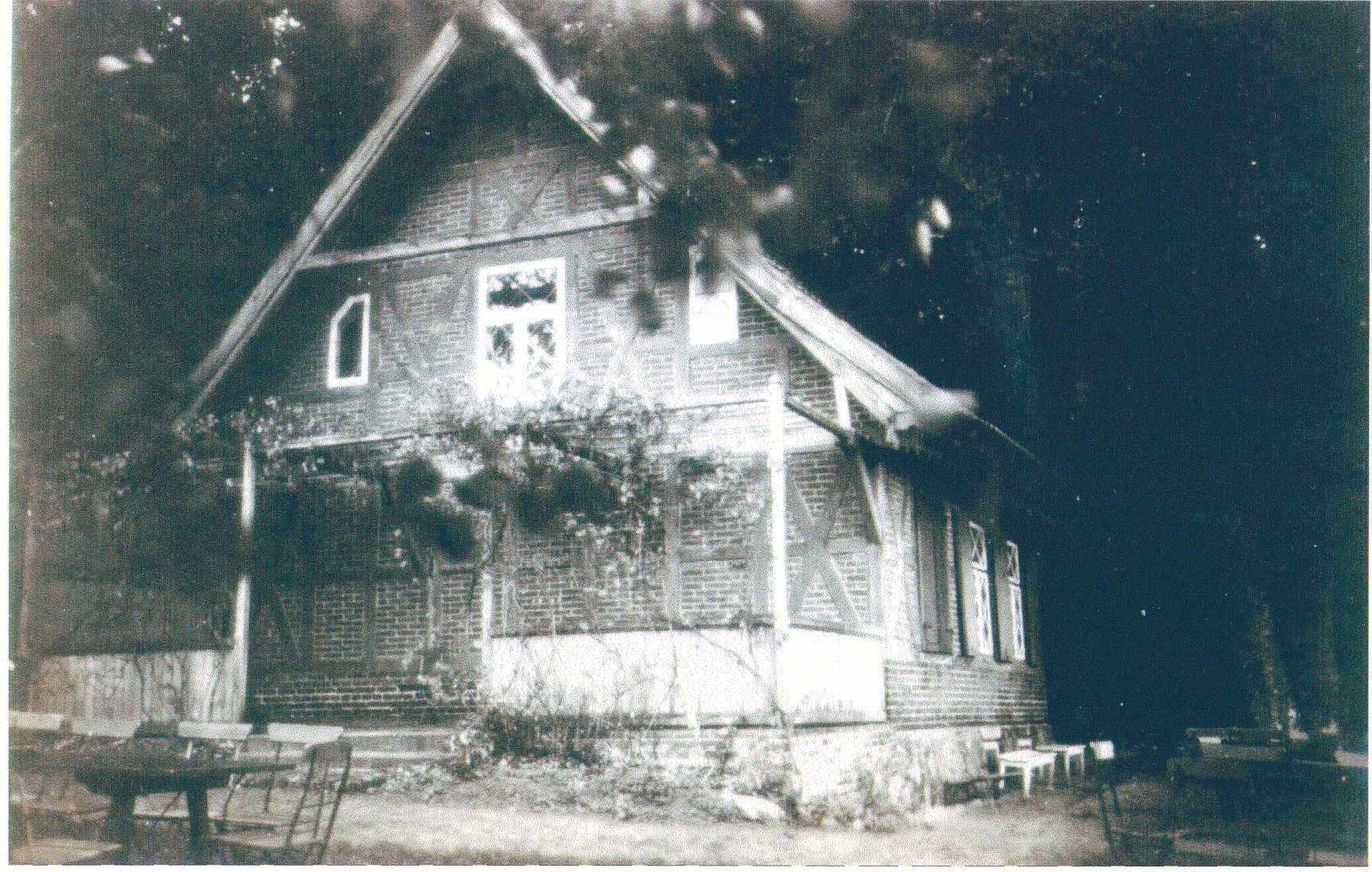
Parkwärterhaus (1930)

- 1928 Der Forstarbeiter Konrad Brasch aus Kleesten bewarb sich am 1. Juni 1928 beim Mecklenburg-Schwerinschen Forstamt Dobbertin um die Parkwärterstelle im Buchholz. Doch man wollte den Dobbertiner Gemeindediener und derzeitigen Nachtwächter Hermann Köhn, der schwer kriegsbeschädigt, aber ein ordentlicher Mann war und eine häusliche Frau hatte, was für den Posten des Parkwärters nicht ohne Bedeutung war. Köhn war 33 Jahre alt, verheiratet, hatte drei Kinder und sein Vater war als Kutscher bei der Staatlichen Gutsverwaltung beschäftigt. Doch auf Vorschlag des Dobbertiner Forstmeisters Karl Beese, der forst- und verwaltungsmäßig für das Buchholz verantwortlich war, wurde Konrad Brasch eingestellt. Brasch war etwa 34 Jahre alt, lernte in seiner Jugend beim früheren Klosterhauptmann Erblandmarschall Carl Friedrich Ludwig von Lützow den Beruf als Kutscher und Diener. Seine Ehefrau war vorher Dienstmädchen bei der Domina August Elenore von Bassewitz im Kloster Dobbertin. Neu war auch, dass im Winterhalbjahr das Dobbertiner Forstamt den Parkwärter nun als Forstarbeiter beschäftigte und er auch eine Schankerlaubnis erhielt, um sich einen kleinen Nebenverdienst zu verschaffen. In dem am 5. April 1929 durch das Mecklenburgisch-Schwerinsche Domänenamt und dem Forstamt Dobbertin mit Carl Brasch abgeschlossenen Vertrag als Parkwärter im Buchholz ist es auch weiter den Damen des Konvents des Klosters Dobbertin gestattet, gegen billige Berechnung Kaffee zu verabfolgen und diesen auf Verlangen jederzeit die Große Stube auch geheizt zur Verfügung zu stellen.[24]
- 1931 Friedrich Kroger

### Gebäude

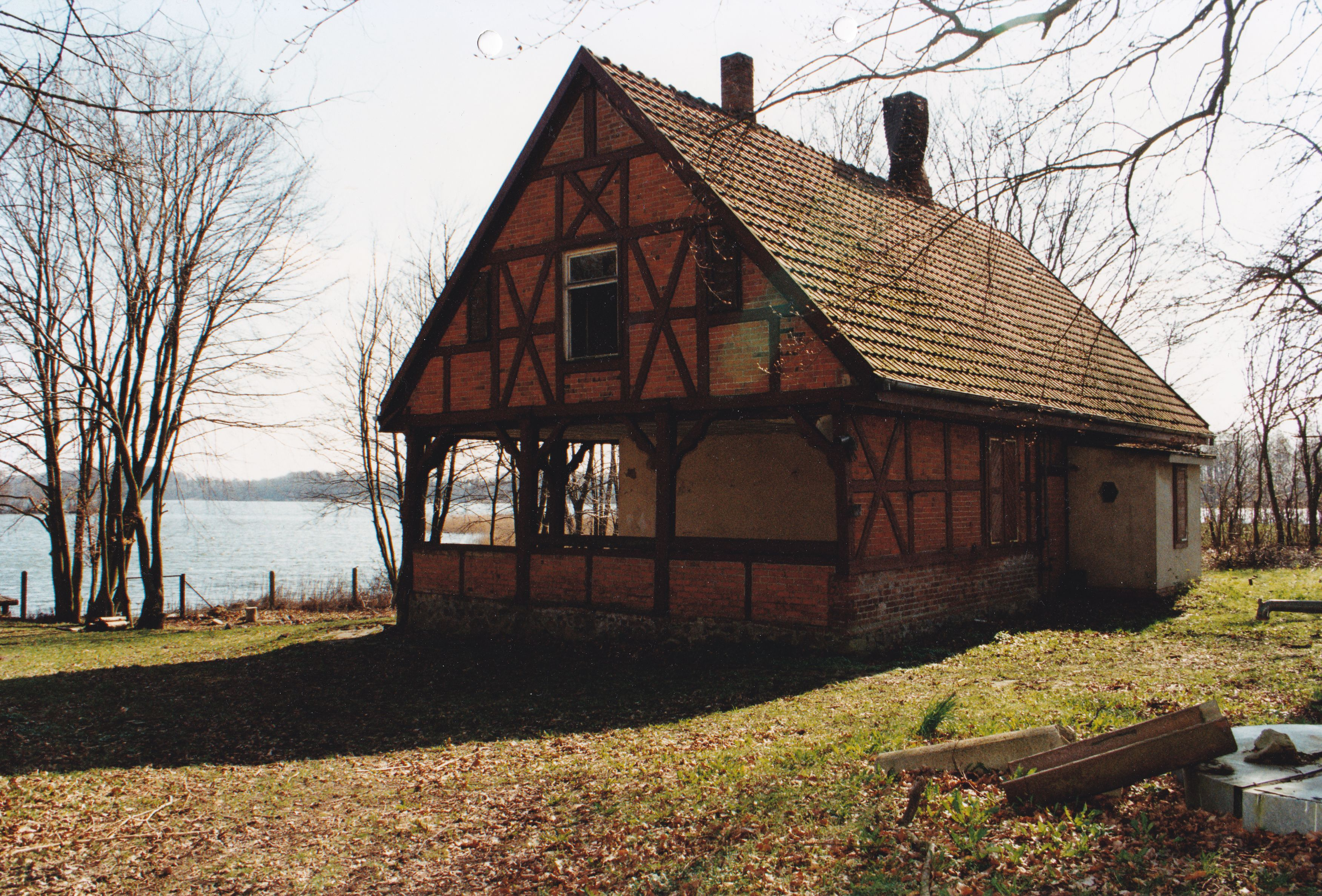
„Kaffeehaus“ der Klosterdamen (1995)

Im Verzeichnis der ritterschaftlichen Brandversicherungs-Gesellschaft in den Großherzoglich Mecklenburg-Schwerinschen Landen zu assecurirenden Gebäuden des im Kloster Amt Dobbertin gelegenen Holzwärtergehöfts Buchholz vom 16. September 1869 werden drei Gebäude aufgeführt. Zu den Amtsgebäuden gehören das Wohnhaus mit einer vorderen Halle und massiven Wänden, ein Stall mit massiven Wänden und eine Scheune.
Das Mecklenburgisch-Schwerinsche Hochbauamt in Lübz erstellte am 6. März 1929 eine Übersicht zum Parkwärtergehöft im Buchholz zu Dobbertin. Zum Parkwärtergehöft gehören das Wohnhaus, das Stallgebäude mit Abortanbau und die Scheune. Außerdem ist ein Brunnen mit eiserner Pumpe vorhanden und am See ein Bootsschuppen.
Das Wohnhaus 15,85 m × 8,70 m enthält im Erdgeschoss Flur, 3 Zimmer, Küche, Speisekammer und eine große vom Dachgeschoss überbaute Veranda, im Dachgeschoss 2 Giebelzimmer mit einigen Abseiten und Räucherboden. Ein Keller ist ebenfalls vorhanden. Das Stallgebäude 14,20 m × 5,50 m enthält einen Kuhstall mit Futterdiele, Schweinestall, Hühnerstall und Pferdestall. Die Scheune 9,00 m × 8,50 m enthält Diele und Scheunenfach. Eine Friedensmiete von 140 RM ist sehr niedrig angesetzt und dürfte nur dann als halbwegs angemessen erscheinen, wenn das größte der 3 vorhandenen Zimmer, welches vertraglich zur Verfügung der Konventualinnen gehalten werden muss, außer Betracht bleibt. Andernfalls dürfte eine Friedensmiete von etwa 180 – 200 RM nicht zu hoch bemessen sein. Der Holzvogt war auch verpflichtet, alle anfallenden kleineren Reparaturen, wie Fensterscheiben, Türschlösser, Maler- und Fußbodenarbeiten, Ausfugen und Verstreichen der Wände und Dächer gänzlich auf eigene Kosten nach Anordnung des Klosteramtes zu beschaffen. Die sonstigen anfallenden größeren Reparaturen übernimmt das Klosteramt. Die Benutzung der am Wohnhause befindlichen Halle und Veranda, des Platzes vor und neben dem Wohnhause sowie der großen Wohnstube des Hauses ist Fremden untersagt. Der Zutritt war aber unter ausdrücklicher amtlicher Erlaubnis möglich.
Nach dem Zweiten Weltkrieg wohnte ab 1. Juli 1946 die Familie Willi Bosch mit 10 Kindern auf dem Gehöft, nachdem er es instand gesetzt hatte. Danach war es Wochenendhaus des Rates des Kreises Lübz und später wurde es als Ferienheim der PGH Vorwärts Lübz genutzt. Gleich nach der Wende wurde es durch Vandalismus stark verwüstet, der Bootssteg verrottete und die Ruine des einstigen Holzwärterhauses ist 2005 zusammengestürzt.
Der einstige Eiskeller ist heute ein Fledermausquartier.

### Aufenthalt der Klosterdamen

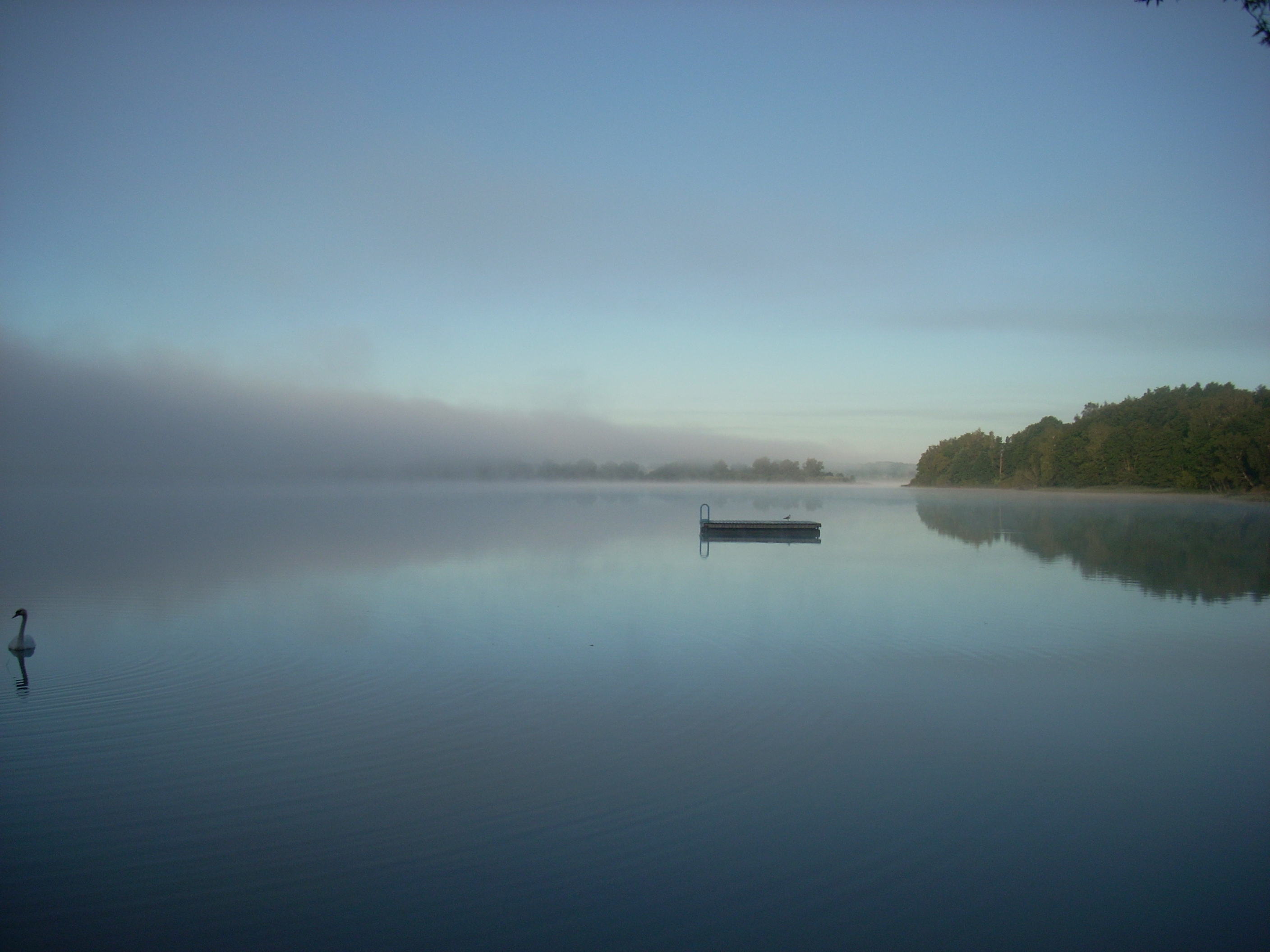
Blick auf den Buchholz (2008)

Neben den Spaziergängen im Klosterpark bis zur Klostermühle sollte nach dem Kauf des Buchholz der dortige Buchenwald nach 1855 auch zu den Annehmlichkeiten der im Kloster anwesenden Damen gereichen.
Für den reibungslosen Aufenthalt auf dem Buchholz waren das Klosteramt, das Klosterforstamt und der Klosterbauhof zuständig. Dazu wurde durch das Klosteramt ein Holzvogt, der auch als Parkwärter tätig war, eingestellt.
Man legte großen Wert auf einen ordentlichen Lebenswandel und seine Ehrenhaftigkeit und verpflichtete ihn, die Damen dienstwillig und freundlich zu empfangen. In seinem Dienstkontrakt war für den Aufenthalt der Klosterdamen vereinbart: …die Sitzplätze an seinem Hause für sie ordentlich und sauber in Bereitschaft zu halten, ihnen seine große Wohnstube anzubieten und diese auch so einzurichten und sauber zu halten, das sie gerne in dieselbe eintreten mögen. Ferner hat er den Damen, wenn sie solches verlangen, Thee und Geschirr, auch kochendes Wasser zu verabreichen und ihnen bei solchen Erfrischungen dienstwillig aufzuwarten, ohne für alles dieses irgend welche Bezahlung annehmen zu dürfen. Sollten die Damen Milch, Butter, Brot oder andere Lebensmittel fordern, so hat es auch diese herzugeben, so gut er vermag, darf hierfür aber eine billige Zahlung, die nötigenfalls vom Klosteramte geregelt wird, in Anspruch nehmen. Außer den Klosterdamen durfte der Holzvogt auch andere Klosterbeamte aufnehmen und bewirten, jedoch sollen immer die Klosterdamen den Vorzug haben. Der Holzvogt habe dann in bescheidener Weise den anwesenden Gästen anzudeuten, dass sie das Anwesen zu verlassen haben.
Auch nach Auflösung des Landesklosters 1919 blieben die Privilegien der Klosterdamen erhalten.
Am 11. März 1926 unterschrieb Frau Domina Auguste von Pressentin im Auftrag der Staatlichen Gutsverwaltung Dobbertin eine Beschwerde an die Mecklenburg Schwerinsche Landdrostei in Lübz als Verwalter des ehemaligen Landesklosters Dobbertin. Das Fährboot zum Übersetzen der Klosterdamen zum Buchholz war seit sechs Jahren nicht mehr gestrichen und geteert worden und hatte einige Leckstellen und der Fußsteig bis zum Anlegesteg war auf zehn Meter länge unterspült. Die Entscheidung dauerte keine sieben Tage, die Beschwerde führende Gutsverwaltung hatte die Arbeiten selbst mit ihrem Parkwärter Bütow und weiteren Arbeitskräften auszuführen.

### Ungedruckte Quellen
Landeshauptarchiv Schwerin (LHAS)
- LHAS 3.2-3/1  Landeskloster/Klosteramt Dobbertin. Nr. 360 Holzvogtsgehöft Parochie Dobbertin, Nr. 1359 Verträge zum Buchholz.
- LHAS 3.2-4 Ritterschaftliche Brandversicherung. 1782–1932, Nr. 566.
- LHAS 5.12-4/2 Ministerium für Landwirtschaft, Domänen und Forsten. Nr. 8599, 8645, 8646, 8940. Kreis Parchim, Feldmarksachen.
- LHAS 5.11-2 Landtagsversammlung, Landtagsverhandlung, Landtagsprotokolle, Landtagsausschuß.

Stadtarchiv Goldberg (StAG)
- StAG, Gerichtsakten Nr. 1, 71, 81.
- StAG, Stadtangelegenheiten Nr. 21, 18, 65, 84, 90, 109, 228.
- StAG, Forstwirtschaft Nr. 8, 10, 12.
- StAG, Fischerei und Seeverpachtung Nr. 10, 12.
- StAG, Kauf und Verkauf von Grundstücken Nr. 10.
- StAG, Verkauf des Buchholzes an das Kloster Dobbertin 1854, Akte 162, Nr. 36, 39.

## Karten
- Bertram Christian von Hoinckhusen: Mecklenburg Atlas um 1700 mit Beschreibung der Aemter, Blatt 61 Beschreibung des Klosteramts Dobbertin.
- Topographisch oeconomisch und militaerische Charte des Herzogthums Mecklenburg-Schwerin 1758 Klosteramt Dobbertin mit der Sandpropstei vom Grafen Schmettau.
- Direktorial-Vermessungskarte Von dem Hochadelichen Dobbertinschen Klosteramt 1759.
- Wiebekingsche Karte von Mecklenburg 1786.
- Preußische Landes-Aufnahme 1880, Großherzogthum Mecklenburg-Schwerin 1882, Dobbertin Nr. 946.
- Wirtschaftskarte Forstamt Dobbertin 1927/1928.
- Offizielle Rad- und Wanderkarte Naturpark Nossentiner/Schwinzer Heide 2010.